# Georgia Brescia
Georgia Brescia (* 8. Februar 1996 in Castelnuovo di Garfagnana) ist eine ehemalige italienische Tennisspielerin.

## Karriere
Brescia, die laut ITF-Profil Hartplätze bevorzugt, spielt hauptsächlich auf der ITF Women’s World Tennis Tour. Dort gewann sie bislang neun Einzel- und fünf Doppeltitel.
2020 beendete sie ihre Karriere.

## Turniersiege

### Einzel
| Nr. | Datum              | Turnier                  | Kategorie   | Belag             | Finalgegnerin          | Ergebnis         |
| --- | ------------------ | ------------------------ | ----------- | ----------------- | ---------------------- | ---------------- |
| 1.  | 28. September 2014 | Santa Margherita di Pula | ITF $10.000 | Sand              | Alexandra Nancarrow    | 6:3, 6:3         |
| 2.  | 5. April 2015      | Santa Margherita di Pula | ITF $10.000 | Sand              | Alice Balducci         | 6:3, 3:6, 6:4    |
| 3.  | 29. August 2015    | Caslano                  | ITF $10.000 | Sand              | Eva Wacanno            | 6:4, 6:1         |
| 4.  | 6. September 2015  | Duino-Aurisina           | ITF $10.000 | Sand              | Vanda Lukács           | 3:6, 7:64, 6:1   |
| 5.  | 13. Dezember 2015  | St. Ulrich               | ITF $10.000 | Hartplatz (Halle) | Kathinka von Deichmann | 6:4, 4:6, 6:3    |
| 6.  | 21. August 2016    | Oldenzaal                | ITF $10.000 | Sand              | Chiara Scholl          | 6:2, 3:6, 6:4    |
| 7.  | 27. August 2016    | Caslano                  | ITF $10.000 | Sand              | Cristiana Ferrando     | 6:4, 3:1 Aufgabe |
| 8.  | 16. April 2017     | Santa Margherita di Pula | ITF $25.000 | Sand              | Bernarda Pera          | 6:1, 6:2         |
| 9.  | 25. Juni 2017      | Lenzerheide              | ITF $25.000 | Sand              | Simona Waltert         | 0:6, 6:4, 7:61   |

### Doppel
| Nr. | Datum              | Turnier                  | Kategorie   | Belag | Partnerin           | Finalgegnerinnen                    | Ergebnis         |
| --- | ------------------ | ------------------------ | ----------- | ----- | ------------------- | ----------------------------------- | ---------------- |
| 1.  | 19. September 2014 | Santa Margherita di Pula | ITF $10.000 | Sand  | Alice Balducci      | Marie Benoît Kimberley Zimmermann   | 3:6, 6:0, [10:5] |
| 2.  | 2. November 2014   | Santa Margherita di Pula | ITF $10.000 | Sand  | Lisa Sabino         | Camille Cheli Marcella Cucca        | 6:4, 6:3         |
| 3.  | 9. November 2014   | Santa Margherita di Pula | ITF $10.000 | Sand  | Martina Caregaro    | Lisa Sabino Anne Schäfer            | 3:6, 6:4, [10:6] |
| 4.  | 19. März 2016      | Hammamet                 | ITF $10.000 | Sand  | Despina Papamichail | Alice Balducci Claudia Giovine      | 4:6, 6:2, [10:7] |
| 5.  | 30. Juli 2016      | Savitaipale              | ITF $10.000 | Sand  | Ksenija Bekker      | Chayenne Ewijk Rosalie van der Hoek | 4:6, 6:4, [10:5] |